# 選抜高等学校野球大会 (神奈川県勢)
選抜高等学校野球大会における神奈川県勢の戦績について記す。

## 大会結果
| 年度（大会）         | 選出校                       | 試合結果 | 試合結果                             | 成績     |
| -------------------- | ---------------------------- | -------- | ------------------------------------ | -------- |
| 1924年（第1回大会）  | 横浜商（初出場）             | 1回戦    | △ 13 - 13 市岡中（延長14回日没引分） | 初戦敗退 |
| 1924年（第1回大会）  | 横浜商（初出場）             | 1回戦    | ● 13 - 21 市岡中（再試合）           | 初戦敗退 |
| 1925年（第2回大会）  | 横浜商（2年連続2回目）       | 準々決勝 | ● 5 -13 松山商                       | 初戦敗退 |
| 1926年（第3回大会）  | 横浜商（3年連続3回目）       | 1回戦    | ● 0 - 8 柳井中                       | 初戦敗退 |
| 1931年（第8回大会）  | 神奈川商工（初出場）         | 2回戦    | ● 3 - 15 北予中                      | 初戦敗退 |
| 1933年（第10回大会） | 横浜商（7年ぶり4回目）       | 1回戦    | ● 1 - 9 広島商                       | 初戦敗退 |
| 1938年（第15回大会） | 横浜商（5年ぶり5回目）       | 1回戦    | ● 3 - 4 浪華商                       | 初戦敗退 |
| 1939年（第16回大会） | 浅野中（初出場）             | 2回戦    | ● 2 - 4 北神商                       | 初戦敗退 |
| 1951年（第23回大会） | 湘南（初出場）               | 1回戦    | ● 0 - 1 長崎西                       | 初戦敗退 |
| 1954年（第26回大会） | 湘南（3年ぶり2回目）         | 2回戦    | ● 0 - 1 高知商                       | 初戦敗退 |
| 1960年（第32回大会） | 慶応（11年ぶり5回目）        | 1回戦    | ○ 15 - 2 鹿児島商                    | ベスト8  |
| 1960年（第32回大会） | 慶応（11年ぶり5回目）        | 2回戦    | ○ 5 - 3 東邦                         | ベスト8  |
| 1960年（第32回大会） | 慶応（11年ぶり5回目）        | 準々決勝 | ● 1 -2 秋田商（延長11回）            | ベスト8  |
| 1961年（第33回大会） | 法政二（初出場）             | 2回戦    | ○ 4 - 1 北海                         | 優勝     |
| 1961年（第33回大会） | 法政二（初出場）             | 準々決勝 | ○ 3 - 1 浪商                         | 優勝     |
| 1961年（第33回大会） | 法政二（初出場）             | 準決勝   | ○ 10 - 1 平安                        | 優勝     |
| 1961年（第33回大会） | 法政二（初出場）             | 決勝     | ○ 4 - 0 高松商                       | 優勝     |
| 1962年（第34回大会） | 鎌倉学園（初出場）           | 1回戦    | ○ 5 - 4 豊浦（延長11回）             | ベスト8  |
| 1962年（第34回大会） | 鎌倉学園（初出場）           | 2回戦    | ○ 3 - 0 岐阜商                       | ベスト8  |
| 1962年（第34回大会） | 鎌倉学園（初出場）           | 準々決勝 | ● 0 - 1 日大三                       | ベスト8  |
| 1969年（第41回大会） | 鎌倉学園（7年ぶり2回目）     | 1回戦    | ● 2 - 3 三田学園                     | 初戦敗退 |
| 1970年（第42回大会） | 東海大相模（初出場）         | 2回戦    | ● 2 - 6 箕島                         | 初戦敗退 |
| 1973年（第45回大会） | 横浜（初出場）               | 2回戦    | ○ 6x - 2 小倉商（延長13回）          | 優勝     |
| 1973年（第45回大会） | 横浜（初出場）               | 準々決勝 | ○ 3 - 0 東邦                         | 優勝     |
| 1973年（第45回大会） | 横浜（初出場）               | 準決勝   | ○ 4 - 1 鳴門工                       | 優勝     |
| 1973年（第45回大会） | 横浜（初出場）               | 決勝     | ○ 3 - 1 広島商（延長11回）           | 優勝     |
| 1974年（第46回大会） | 横浜（2年連続2回目）         | 1回戦    | ○ 7 - 0 御所工                       | 2回戦    |
| 1974年（第46回大会） | 横浜（2年連続2回目）         | 2回戦    | ● 0 - 1x 高知（延長12回）            | 2回戦    |
| 1975年（第47回大会） | 東海大相模（5年ぶり2回目）   | 2回戦    | ○ 1 - 0 倉敷工                       | 準優勝   |
| 1975年（第47回大会） | 東海大相模（5年ぶり2回目）   | 準々決勝 | ○ 2x - 1 豊見城                      | 準優勝   |
| 1975年（第47回大会） | 東海大相模（5年ぶり2回目）   | 準決勝   | ○ 6 - 2 堀越                         | 準優勝   |
| 1975年（第47回大会） | 東海大相模（5年ぶり2回目）   | 決勝     | ● 5 - 10 高知（延長13回）            | 準優勝   |
| 1982年（第54回大会） | 横浜商（44年ぶり6回目）      | 1回戦    | ○ 2 - 1 八幡大付                     | ベスト4  |
| 1982年（第54回大会） | 横浜商（44年ぶり6回目）      | 2回戦    | ○ 6 - 2 愛知                         | ベスト4  |
| 1982年（第54回大会） | 横浜商（44年ぶり6回目）      | 準々決勝 | ○ 3 - 1 早稲田実                     | ベスト4  |
| 1982年（第54回大会） | 横浜商（44年ぶり6回目）      | 準決勝   | ● 2 - 3x PL学園                      | ベスト4  |
| 1983年（第55回大会） | 桐蔭学園（初出場）           | 1回戦    | ● 1 - 4 報徳学園                     | 初戦敗退 |
| 1983年（第55回大会） | 横浜商（2年連続7回目）       | 1回戦    | ○ 7 - 2 広島商                       | 準優勝   |
| 1983年（第55回大会） | 横浜商（2年連続7回目）       | 2回戦    | ○ 1 - 0 星稜                         | 準優勝   |
| 1983年（第55回大会） | 横浜商（2年連続7回目）       | 準々決勝 | ○ 2 - 0 駒大岩見沢                   | 準優勝   |
| 1983年（第55回大会） | 横浜商（2年連続7回目）       | 準決勝   | ○ 4 - 0 東海大一                     | 準優勝   |
| 1983年（第55回大会） | 横浜商（2年連続7回目）       | 決勝     | ● 0 - 3 池田                         | 準優勝   |
| 1984年（第56回大会） | 法政二（23年ぶり2回目）      | 1回戦    | ○ 10 - 2 広陵                        | 2回戦    |
| 1984年（第56回大会） | 法政二（23年ぶり2回目）      | 2回戦    | ● 2 - 10 拓大紅陵                    | 2回戦    |
| 1985年（第57回大会） | 横浜（11年ぶり3回目）        | 1回戦    | ○ 7 - 0 倉敷商                       | 2回戦    |
| 1985年（第57回大会） | 横浜（11年ぶり3回目）        | 2回戦    | ● 2 - 10 報徳学園                    | 2回戦    |
| 1988年（第60回大会） | 桐蔭学園（5年ぶり2回目）     | 2回戦    | ○ 5 - 2 広島工                       | ベスト4  |
| 1988年（第60回大会） | 桐蔭学園（5年ぶり2回目）     | 3回戦    | ○ 4 - 2 倉吉東                       | ベスト4  |
| 1988年（第60回大会） | 桐蔭学園（5年ぶり2回目）     | 準々決勝 | ○ 5 - 1 東海大甲府                   | ベスト4  |
| 1988年（第60回大会） | 桐蔭学園（5年ぶり2回目）     | 準決勝   | ● 4 - 5 宇和島東（延長16回）         | ベスト4  |
| 1989年（第61回大会） | 横浜商大（初出場）           | 1回戦    | ● 1 - 4 福井商                       | 初戦敗退 |
| 1989年（第61回大会） | 横浜商（6年ぶり8回目）       | 1回戦    | ○ 7 - 4 鹿児島商工                   | ベスト4  |
| 1989年（第61回大会） | 横浜商（6年ぶり8回目）       | 2回戦    | ○ 5 - 1 東海大四                     | ベスト4  |
| 1989年（第61回大会） | 横浜商（6年ぶり8回目）       | 準々決勝 | ○ 13 - 2 龍谷                        | ベスト4  |
| 1989年（第61回大会） | 横浜商（6年ぶり8回目）       | 準決勝   | ● 0 - 9 上宮                         | ベスト4  |
| 1990年（第62回大会） | 日大藤沢（初出場）           | 1回戦    | ○ 14 - 0 高知                        | 2回戦    |
| 1990年（第62回大会） | 日大藤沢（初出場）           | 2回戦    | ● 4 - 5x 新田                        | 2回戦    |
| 1992年（第64回大会） | 東海大相模（17年ぶり3回目）  | 1回戦    | ○ 4 - 1 常磐                         | 準優勝   |
| 1992年（第64回大会） | 東海大相模（17年ぶり3回目）  | 2回戦    | ○ 4 - 0 南部                         | 準優勝   |
| 1992年（第64回大会） | 東海大相模（17年ぶり3回目）  | 準々決勝 | ○ 2 - 0 PL学園                       | 準優勝   |
| 1992年（第64回大会） | 東海大相模（17年ぶり3回目）  | 準決勝   | ○ 3 - 2 天理                         | 準優勝   |
| 1992年（第64回大会） | 東海大相模（17年ぶり3回目）  | 決勝     | ● 2 - 3 帝京                         | 準優勝   |
| 1992年（第64回大会） | 横浜（7年ぶり4回目）         | 1回戦    | ● 3 - 7 新野                         | 初戦敗退 |
| 1993年（第65回大会） | 横浜（2年連続5回目）         | 2回戦    | ● 3 - 4x 上宮（延長10回）            | 初戦敗退 |
| 1994年（第66回大会） | 桐蔭学園（6年ぶり3回目）     | 1回戦    | ● 0 - 3 北陽                         | 初戦敗退 |
| 1994年（第66回大会） | 横浜（3年連続6回目）         | 1回戦    | ○ 10 - 3 大府                        | 2回戦    |
| 1994年（第66回大会） | 横浜（3年連続6回目）         | 2回戦    | ● 2 - 10 智弁和歌山                  | 2回戦    |
| 1995年（第67回大会） | 桐蔭学園（2年連続4回目）     | 1回戦    | ● 9 - 10 宇部商                      | 初戦敗退 |
| 1995年（第67回大会） | 東海大相模（3年ぶり4回目）   | 1回戦    | ○ 15 - 2 県岐阜商                    | 2回戦    |
| 1995年（第67回大会） | 東海大相模（3年ぶり4回目）   | 2回戦    | ● 0 - 6 観音寺中央                   | 2回戦    |
| 1996年（第68回大会） | 横浜（2年ぶり7回目）         | 1回戦    | ● 1 - 2 大阪学院大                   | 初戦敗退 |
| 1997年（第69回大会） | 横浜商（8年ぶり9回目）       | 1回戦    | ● 4 - 7 上宮                         | 初戦敗退 |
| 1998年（第70回大会） | 横浜（2年ぶり8回目）         | 2回戦    | ○ 6 - 2 報徳学園                     | 優勝     |
| 1998年（第70回大会） | 横浜（2年ぶり8回目）         | 3回戦    | ○ 3 - 0 東福岡                       | 優勝     |
| 1998年（第70回大会） | 横浜（2年ぶり8回目）         | 準々決勝 | ○ 4 - 0 郡山                         | 優勝     |
| 1998年（第70回大会） | 横浜（2年ぶり8回目）         | 準決勝   | ○ 3 - 2 PL学園                       | 優勝     |
| 1998年（第70回大会） | 横浜（2年ぶり8回目）         | 決勝     | ○ 3 - 0 関大一                       | 優勝     |
| 1998年（第70回大会） | 日大藤沢（8年ぶり2回目）     | 2回戦    | ○ 6 - 3 近江                         | ベスト4  |
| 1998年（第70回大会） | 日大藤沢（8年ぶり2回目）     | 3回戦    | ○ 4 - 2 豊田西                       | ベスト4  |
| 1998年（第70回大会） | 日大藤沢（8年ぶり2回目）     | 準々決勝 | ○ 4x - 3 高鍋（延長10回）            | ベスト4  |
| 1998年（第70回大会） | 日大藤沢（8年ぶり2回目）     | 準決勝   | ● 3 - 5 関大一                       | ベスト4  |
| 1999年（第71回大会） | 横浜（2年連続9回目）         | 1回戦    | ● 5 - 6 PL学園                       | 初戦敗退 |
| 2000年（第72回大会） | 東海大相模（5年ぶり5回目）   | 1回戦    | ○ 6x - 5 今治西（延長10回）          | 優勝     |
| 2000年（第72回大会） | 東海大相模（5年ぶり5回目）   | 2回戦    | ○ 3 - 2 東洋大姫路                   | 優勝     |
| 2000年（第72回大会） | 東海大相模（5年ぶり5回目）   | 準々決勝 | ○ 9 - 3 作新学院                     | 優勝     |
| 2000年（第72回大会） | 東海大相模（5年ぶり5回目）   | 準決勝   | ○ 11 - 1 鳥羽                        | 優勝     |
| 2000年（第72回大会） | 東海大相模（5年ぶり5回目）   | 決勝     | ○ 4 - 2 智弁和歌山                   | 優勝     |
| 2001年（第73回大会） | 桐光学園（初出場）           | 2回戦    | ○ 5 - 2 智弁学園                     | 3回戦    |
| 2001年（第73回大会） | 桐光学園（初出場）           | 3回戦    | ● 3 - 4 宜野座                       | 3回戦    |
| 2003年（第75回大会） | 横浜（4年ぶり10回目）        | 2回戦    | ○ 10 - 0 盛岡大付                    | 準優勝   |
| 2003年（第75回大会） | 横浜（4年ぶり10回目）        | 3回戦    | ○ 8 - 4 明徳義塾（延長12回）         | 準優勝   |
| 2003年（第75回大会） | 横浜（4年ぶり10回目）        | 準々決勝 | ○ 3 - 0 平安                         | 準優勝   |
| 2003年（第75回大会） | 横浜（4年ぶり10回目）        | 準決勝   | ○ 5 - 3 徳島商                       | 準優勝   |
| 2003年（第75回大会） | 横浜（4年ぶり10回目）        | 決勝     | ● 3 - 15 広陵                        | 準優勝   |
| 2003年（第75回大会） | 桐蔭学園（8年ぶり5回目）     | 1回戦    | ○ 3 - 2 福井                         | 2回戦    |
| 2003年（第75回大会） | 桐蔭学園（8年ぶり5回目）     | 2回戦    | ● 0 - 5 鳴門工                       | 2回戦    |
| 2005年（第77回大会） | 東海大相模（5年ぶり6回目）   | 1回戦    | ○ 8 - 3 三本松                       | 2回戦    |
| 2005年（第77回大会） | 東海大相模（5年ぶり6回目）   | 2回戦    | ● 3 - 7 東邦                         | 2回戦    |
| 2005年（第77回大会） | 慶応（45年ぶり6回目）        | 1回戦    | ○ 8x - 7 関西                        | ベスト8  |
| 2005年（第77回大会） | 慶応（45年ぶり6回目）        | 2回戦    | ○ 3 - 1 福井商                       | ベスト8  |
| 2005年（第77回大会） | 慶応（45年ぶり6回目）        | 準々決勝 | ● 1 - 15 神戸国際大付                | ベスト8  |
| 2006年（第78回大会） | 東海大相模（2年連続7回目）   | 1回戦    | ○ 4 - 1 京都外大西                   | 2回戦    |
| 2006年（第78回大会） | 東海大相模（2年連続7回目）   | 2回戦    | ● 2 - 3 清峰（延長14回）             | 2回戦    |
| 2006年（第78回大会） | 横浜（3年ぶり11回目）        | 1回戦    | ○ 1 - 0 履正社                       | 優勝     |
| 2006年（第78回大会） | 横浜（3年ぶり11回目）        | 2回戦    | ○ 7 - 6 八重山商工                   | 優勝     |
| 2006年（第78回大会） | 横浜（3年ぶり11回目）        | 準々決勝 | ○ 13 - 3 早稲田実                    | 優勝     |
| 2006年（第78回大会） | 横浜（3年ぶり11回目）        | 準決勝   | ○ 12 - 4 岐阜城北                    | 優勝     |
| 2006年（第78回大会） | 横浜（3年ぶり11回目）        | 決勝     | ○ 21 - 0 清峰                        | 優勝     |
| 2007年（第79回大会） | 日大藤沢（9年ぶり3回目）     | 1回戦    | ● 3 - 4x 宇部商                      | 初戦敗退 |
| 2008年（第80回大会） | 横浜（2年ぶり12回目）        | 2回戦    | ● 2 - 6 北大津                       | 初戦敗退 |
| 2008年（第80回大会） | 慶応（3年ぶり7回目）         | 2回戦    | ● 0 - 1 華陵                         | 初戦敗退 |
| 2009年（第81回大会） | 慶応（2年連続8回目）         | 1回戦    | ● 1 - 4 開星                         | 初戦敗退 |
| 2010年（第82回大会） | 東海大相模（4年ぶり8回目）   | 1回戦    | ● 2 - 4 自由ケ丘                     | 初戦敗退 |
| 2011年（第83回大会） | 東海大相模（2年連続9回目）   | 1回戦    | ○ 9 - 1 関西                         | 優勝     |
| 2011年（第83回大会） | 東海大相模（2年連続9回目）   | 2回戦    | ○ 13 - 5 大垣日大                    | 優勝     |
| 2011年（第83回大会） | 東海大相模（2年連続9回目）   | 準々決勝 | ○ 2 - 0 鹿児島実                     | 優勝     |
| 2011年（第83回大会） | 東海大相模（2年連続9回目）   | 準決勝   | ○ 16 - 2 履正社                      | 優勝     |
| 2011年（第83回大会） | 東海大相模（2年連続9回目）   | 決勝     | ○ 6 - 1 九州国際大付                 | 優勝     |
| 2011年（第83回大会） | 横浜（3年ぶり13回目）        | 1回戦    | ● 1 - 5 波佐見                       | 初戦敗退 |
| 2012年（第84回大会） | 横浜（2年連続14回目）        | 1回戦    | ○ 4 - 0 高知                         | ベスト8  |
| 2012年（第84回大会） | 横浜（2年連続14回目）        | 2回戦    | ○ 7 - 1 聖光学院                     | ベスト8  |
| 2012年（第84回大会） | 横浜（2年連続14回目）        | 準々決勝 | ● 2 - 4 関東一                       | ベスト8  |
| 2014年（第86回大会） | 横浜（2年ぶり15回目）        | 1回戦    | ● 5 - 9 八戸学院光星                 | 初戦敗退 |
| 2018年（第90回大会） | 東海大相模（7年ぶり10回目）  | 2回戦    | ○ 12 - 3 聖光学院                    | ベスト4  |
| 2018年（第90回大会） | 東海大相模（7年ぶり10回目）  | 3回戦    | ○ 8 - 1 静岡                         | ベスト4  |
| 2018年（第90回大会） | 東海大相模（7年ぶり10回目）  | 準々決勝 | ○ 3 - 1 日本航空石川                 | ベスト4  |
| 2018年（第90回大会） | 東海大相模（7年ぶり10回目）  | 準決勝   | ● 10 - 12 智弁和歌山（延長10回）     | ベスト4  |
| 2018年（第90回大会） | 慶応（9年ぶり9回目）         | 2回戦    | ● 3 - 4 彦根東                       | 初戦敗退 |
| 2019年（第91回大会） | 桐蔭学園（16年ぶり6回目）    | 1回戦    | ● 3 - 5 啓新                         | 初戦敗退 |
| 2019年（第91回大会） | 横浜（5年ぶり16回目）        | 1回戦    | ● 5 - 13 明豊                        | 初戦敗退 |
| 2020年（第92回大会） | 東海大相模（2年ぶり11回目）  | 交流試合 | ● 2 - 4 大阪桐蔭                     | （中止） |
| 2021年（第93回大会） | 東海大相模（2年連続12回目）  | 1回戦    | ○ 3 - 1 東海大甲府（延長11回）       | 優勝     |
| 2021年（第93回大会） | 東海大相模（2年連続12回目）  | 2回戦    | ○ 1 - 0 鳥取城北                     | 優勝     |
| 2021年（第93回大会） | 東海大相模（2年連続12回目）  | 準々決勝 | ○ 8 - 0 福岡大大濠                   | 優勝     |
| 2021年（第93回大会） | 東海大相模（2年連続12回目）  | 準決勝   | ○ 2 - 0 天理                         | 優勝     |
| 2021年（第93回大会） | 東海大相模（2年連続12回目）  | 決勝     | ○ 3x - 2 明豊                        | 優勝     |
| 2023年（第95回大会） | 慶応（5年ぶり10回目）        | 2回戦    | ● 1 - 2x 仙台育英（延長10回TB）      | 初戦敗退 |
| 2025年（第97回大会） | 横浜（6年ぶり17回目）        | 1回戦    | ○ 4 - 2 市和歌山                     | 優勝     |
| 2025年（第97回大会） | 横浜（6年ぶり17回目）        | 2回戦    | ○ 8 - 7 沖縄尚学                     | 優勝     |
| 2025年（第97回大会） | 横浜（6年ぶり17回目）        | 準々決勝 | ○ 5 - 1 西日本短大付                 | 優勝     |
| 2025年（第97回大会） | 横浜（6年ぶり17回目）        | 準決勝   | ○ 5 - 1 健大高崎                     | 優勝     |
| 2025年（第97回大会） | 横浜（6年ぶり17回目）        | 決勝     | ○ 11 - 4 智弁和歌山                  | 優勝     |
| 2025年（第97回大会） | 横浜清陵（21世紀枠・初出場） | 1回戦    | ● 2 - 10 広島商                      | 初戦敗退 |

## 通算成績
| 出場 | 試合 | 勝利 | 敗戦 | 引分 | 勝率 | 優勝 | 準優勝 | ベスト4 | ベスト8 |
| ---- | ---- | ---- | ---- | ---- | ---- | ---- | ------ | ------- | ------- |
| 64   | 142  | 86   | 55   | 1    | .610 | 8    | 4      | 5       | 5       |

## 学校別成績
| 校名       | 出場 | 直近出場 | 勝敗       | 最高成績 |
| ---------- | ---- | -------- | ---------- | -------- |
| 横浜       | 17回 | 2025年   | 28勝13敗   | 優勝4回  |
| 東海大相模 | 12回 | 2021年   | 28勝8敗    | 優勝3回  |
| 横浜商     | 9回  | 1997年   | 10勝9敗1分 | 準優勝   |
| 桐蔭学園   | 6回  | 2019年   | 4勝6敗     | ベスト4  |
| 慶応       | 6回  | 2023年   | 4勝6敗     | ベスト8  |
| 日大藤沢   | 3回  | 2007年   | 4勝3敗     | ベスト4  |
| 法政二     | 2回  | 1984年   | 5勝1敗     | 優勝1回  |
| 鎌倉学園   | 2回  | 1969年   | 2勝2敗     | ベスト8  |
| 湘南       | 2回  | 1954年   | 0勝2敗     | 初戦敗退 |
| 桐光学園   | 1回  | 2001年   | 1勝1敗     | 3回戦    |
| 神奈川商工 | 1回  | 1931年   | 0勝1敗     | 初戦敗退 |
| 浅野       | 1回  | 1939年   | 0勝1敗     | 初戦敗退 |
| 横浜商大   | 1回  | 1989年   | 0勝1敗     | 初戦敗退 |
| 横浜清陵   | 1回  | 2025年   | 0勝1敗     | 初戦敗退 |